# Marcelo Miguel Pelissari
Marcelo Miguel Pelissari (Jandaia do Sul, 20 augustus 1975) is een voormalig Braziliaans voetballer.